# Muhammad as-Sajjid (lekkoatleta)
Muhammad as-Sajjid (arab. محمد السيد, ur. w 1905 w Aleksandrii) – egipski lekkoatleta, biegacz średnio- i długodystansowy. Uczestnik Igrzysk Olimpijskich 1924.
Podczas Igrzysk Olimpijskich w Paryżu w 1924 roku brał udział w biegu na 1500 i 5000 metrów. W biegu na 1500 metrów zajął 4. miejsce w swoim biegu eliminacyjnym i nie awansował do finału. W biegu na 5000 metrów zajął 10. lokatę w swoim biegu eliminacyjnym, również odpadając z rywalizacji.